# Morro Cabeça no Tempo
Morro Cabeça no Tempo é um município brasileiro do estado do Piauí. Está localizada na latitude -9.724971 e longitude -43.903221, estando a uma altitude de 479 m de elevação em relação ao nível do mar.

## História
Foi fundada por migrantes no sul do Piauí.

## Geografia
Localiza-se a uma latitude -9.724971 e a uma longitude -43.903221, estando a uma altitude de 479 metros. Sua população estimada em 2004 era de 4 358 habitantes.
Possui uma área de 2224,1 km². município em que se encontra bonita diversidade de plantas nativas como a jabuticabeira e diversas espécies de animais dentre elas a onça pintada, animais na região da Serra vermelha.
Possui a menor frota do estado. Localizada na Micro Região da Chapadas do Extremo-Sul Piauiense.

## Economia
Espera um surto de crescimento, que acompanha as cidades vizinhas, em virtude de culturas como Feijão.